# Carlos Flores Marini
Carlos Flores Marini (* 28. Mai 1937 in Mexiko-Stadt; † 12. Januar 2014 ebenda) war ein mexikanischer Architekt und Denkmalpfleger.

## Biografie
Flores studierte von 1956 bis 1960 Architektur an der Escuela Nacional de Arquitectura an der Universidad Nacional Autónoma de México (UNAM), ferner von 1956 bis 1960 Archäologie  an der Escuela Nacional de Antropología des Instituto Nacional de Antropología e Historia (INAH) sowie von 1957 bis 1961 Geschichte an der Fakultät für Philosophie und Geisteswissenschaften der UNAM.
Im Anschluss reiste er nach Europa und restaurierte dort in Italien von 1961 bis 1962 die Universität La Sapienza in Rom. In den Folgejahren war er bis 1966 Direktor für Kolonialdenkmäler am INAH und in dieser Zeit auch Mitautor der Denkmalschutz-Charta von Venedig (1964). Ab 1967 war er bis 1969 am spanischen Ministerium für Information und Tourismus in Madrid tätig. Ebenfalls ab 1967 bis 1972 war er Mitglied des Exekutivkomitees des International Council on Monuments and Sites (ICOMOS). Von 1975 bis 1980 war er Mitglied im Rat für Denkmäler in Mexiko und leitete von 1977 bis 1981 die Abteilung für Architektur am Instituto Nacional de Bellas Artes (INBA). Beim INBA gab er das Fachblatt für Kunstdenkmalschutz und das Jahrbuch der mexikanischen Architektur heraus. Von 1983 bis 1985 war er Direktor des Historischen Zentrums (Centro Histórico) von Mexiko-Stadt.  Er war Gründungsmitglied der mexikanischen Sektion des ICOMOS und dort auch von 1991 bis 1997 Präsident sowie Gründer der Fachzeitschrift Conservación (dt.: Konservierung) der ICOMOS. Ebenso war er von 1995 bis 2005 Präsident der Organisation der großen Karibik für Denkmäler und Gedenkstätten CARIMOS. Er arbeitete an über 100 Restaurationsprojekten, auch in Italien, Spanien, Russland, Panama, Kolumbien und in der Dominikanischen Republik. In mehreren Ländern Lateinamerikas war als Berater für Denkmalpflege tätig. Für seine Arbeiten wurde er national und international ausgezeichnet, unter anderem mit dem mexikanischen Nationalpreis für Architektur 1996.
Als Professor lehrte er Architekturgeschichte von 1961 bis 1988 an der Escuela Nacional de Arquitectura der UNAM, von 1982 bis 1988 Prähispanische Baukunst an der Escuela Nacional de Antropología der INAH und dann von 1983 bis 1991 Restauration und Museographie an der Escuela de Restauración y Museografía der INAH in Churubusco, Distrito Federal de México. Ferner hatte er von 1982 bis 1994 eine Gastprofessur an der University of Florida in Gainesville.
Fuentes veröffentlichte mehr als zehn Fachbücher, war seit 1999 Mitglied im Sistema Nacional de Creadores de Arte (SNCA) und emeritiertes Mitglied der Academia Nacional de Arquitectura.